# Montgrony
Montgrony o més genuïnament Mogrony és una de les entitats de població que conformen el municipi de Gombrèn, a la comarca catalana del Ripollès. En aquest indret s'hi troba el Castell de Montgrony, de gran importància per la comarca i amb nombroses referències al mite del comte Arnau. Actualment s'hi conserven la capella de Santa Maria de Montgrony i l'església de Sant Pere de Montgrony.
El topònim Mogrony ve del llatí mucronio 'mugró', si bé els forasters han escampat la forma Montgrony, contaminada per la paraula mont 'muntanya' present en altres topònims semblants (Montserrat, Montseny, etc).